# 阪神高速道路第二環状線
阪神高速道路第二環状線（はんしんこうそくどうろだいにかんじょうせん）は、1970年（昭和45年）から2002年（平成14年）頃にかけて構想されていた阪神高速道路の路線。

## 概要
既存の環状線に集中する交通流をバイパスするためにその外側に設けるとされた環状路線で、1970年（昭和45年）以降の阪神高速の道路網建設計画の中核を担う路線とされた。第二環状線は当初は単独の路線計画だったが、1982年（昭和57年）の計画変更で南西側半分が別路線で代替されることとなって以降、複数の路線から構成される道路網を指すような言葉となった。2002年（平成14年）に東側が既存路線で代替された新しい環状路線「大阪都市再生環状道路」の構想が生まれたため計画は廃止された。
当初計画のうち北側のみが大きな設計変更を経て阪神高速2号淀川左岸線として開通（一部事業中）している。

## 歴史

### 1970年から1982年
1969年（昭和44年）3月、大阪万博に向けた初期の道路網計画におおよそ見通しがついた段階で、依然として増加し続ける人口・自動車利用に対応する新たな阪神高速道路の「第2期」ともいえる長期計画を策定するために「大阪地区都市高速道路調査委員会」が結成され、翌1970年（昭和45年）1月19日の第6回委員会において、1985年（昭和60年）を目標とした『大阪地区における都市高速道路に関する答申書』が作成された。第二環状線はこの計画の中核を担う6車線（片側3車線）の路線で、既設の環状線の外側にもう一つの環状道路を設けることで、環状線の機能を補完するとともに、このとき同時に計画された新たな放射路線同士の接続を担う路線として設定された。ルートは「旧中津運河（淀川左岸） - 大川 - 京橋 - 平野川 - 阿倍野墓地 - 南海高野線 - 旧境川運河 - 六軒家川」を経るものとされた（詳細は#出入口などの項目を参照）。
答申書が作成されてから早速、御堂筋の混雑緩和と国道1号・2号のバイパスの性格を持つ路線の「大阪高槻線」として福島区新家町 - 東淀川区下新庄間および都島本通へ至る支線（＝答申の第二環状線下島町 - 都島本通と高槻線南端部分）の計12.2 kmが1970年度（昭和45年度）に事業に追加され、1975年度（昭和50年度）完成予定とされた。しかし、騒音・振動・排気ガス・景観悪化などの公害を懸念する地元住民による反対運動が起こり、1971年（昭和46年）11月には豊崎付近のマンション住民団体から建設中止または地下路線化を求めて公害紛争処理法に基づく調停が申請されたことで、都市計画決定されないまま年が過ぎた。さらに1976年（昭和51年）2月に大阪市から「新しい総合計画の策定まで調停を休止して欲しい」との要望があったため、住民との協議すら行われずに事業が完全に停止することとなった。なお、この1976年度（昭和51年度）以降、理由は不明だが長柄南通付近から下新庄に至る部分が事業計画から消され、区間が新家町（大開） - 都島本通となった（ただし距離は変わらず12.2 km）。また同じく1976年（昭和51年）5月に、大阪西宮線（現3号神戸線）が大阪高槻線との接続を考慮した設計で開通している。

### 1982年以降
その後、近年の情勢に合わせて長期計画の見直しが必要と考えられたため、1977年（昭和52年）9月13日より近畿地区幹線道路協議会で協議が進められ、1982年（昭和57年）1月、（都市高速に限らない）阪神都市圏における主要幹線道路網の長期計画が作成された。この答申では1970年（昭和45年）の案のうち美章園 - 木津川 - 大開の部分が無くなり、代わりに大阪高槻線・泉北線・湾岸線およびそれら同士をつなぐ路線で第二環状線が形成されるものとされた。後の阪神高速の事業計画では、湾岸線と大阪高槻線とをつなぐ路線が「淀川左岸線」、大阪高槻線と泉北線とをつなぐ路線が「城東線」、泉北線と湾岸線とをつなぐ路線が「大和川線」と呼ばれるようになっている。
この新しい答申を受け、1985年度（昭和60年度）事業計画より淀川左岸線の調査が開始され、1987年度（昭和62年度）より此花区北港 - 高見間5.7 kmが建設計画に盛り込まれた（同時に大阪高槻線が高見 - 都島本通間11.1 kmに変更）。1989年度（平成元年度）事業計画より大和川線の堺市築港八幡町 - 松原市三宅中間10.0 kmが建設計画に盛り込まれ、1990年度（平成2年度）事業計画より城東線の調査が開始された。
しかし、このうち泉北線は用地取得を始めたものの事業が進まないまま時間が過ぎ、2002年度（平成14年度）に近年の情勢を踏まえた計画の見直しが必要と判断され建設事業は一時廃止された。その後、近畿地区幹線道路協議会において第二環状線は費用対効果が低いとの見解が示され、城東線と泉北線に相当する部分を近畿自動車道で代替する大阪都市再生環状道路構想が生まれたことで、第二環状線構想は完全に消えることとなった。

## 出入口など
1970年の答申では、以下の出入口・ジャンクションが計画され、地図で位置が示されている。出入口名は無く「○○付近」と呼称されている（地名・路線名は当時のもの）。なお、環状線と第二環状線とで役割を分散するために、大阪池田線・大阪守口線・大阪松原線・大阪堺線・西大阪線との交差部にはジャンクションが設置されない予定だった。
- 下島町付近、都市計画道路正連寺川北岸線と接続する出入口。現在の淀川左岸線大開出入口とほぼ同じ地点だが、大開出入口とは逆に海老江方面のみのハーフランプの予定だった。
- 大阪西宮線（現3号神戸線）の西宮方面とのジャンクション。西宮線は第二環状線のこの区間が事業化されている期間中に建設されたため、接続部の準備工事が行われた状態で開通し、後に海老江ジャンクションとなった。
- 大淀町南付近、ロングランプで都市計画道路加島天下茶屋線・堂島十三線と接続する出入口。淀川左岸線大淀出入口（事業中）よりもやや海老江ジャンクション寄りの位置。
- 中津浜通付近、都市計画道路淀川南岸線と接続する出入口。第二環状線と同時に計画された路線「阪神山手線」とのジャンクションを併設。阪急電鉄との交差部付近に位置する。
- 豊崎西通付近、都市計画道路御堂筋線（新大阪方面）と接続する出入口。現在の淀川左岸線豊崎出入口（事業中）に相当。
- 長柄西通付近。一般道出入口は無く、第二環状線と同時に計画された路線「高槻線」とのジャンクション。
- 都島本通付近、都市計画道路北野都島線と接続する出入口。現在の都島駅のすぐ西側に位置する。
- 都島中通付近。一般道出入口は無く、第二環状線と同時に計画された路線「第二京阪線」とのジャンクション。第二京阪線は現在の第二京阪道路に相当し、当時は当ジャンクションを起点とする阪神高速路線の1つとして計画されていた。
- 新喜多町付近、寝屋川に沿ったロングランプで都市計画道路片町徳庵線と片町橋付近で接続する出入口。これより南は平野川に沿ったルートとなる。
- 南中浜町付近、都市計画道路築港深江線と接続する出入口。都島方面のみのハーフランプ。
- 大阪東大阪線（現13号東大阪線）の長田方面とのジャンクション。なお、計画時点で東大阪線のこの区間は既に建設中であった。
- 猪飼野中付近。都市計画道路難波片江線と接続する出入口。阿倍野側方面のみのハーフランプ。
- 南中道付近。一般道出入口は無く、第二環状線と同時に計画された路線「長堀線」とのジャンクション。
- 猪飼野東付近、都市計画道路森小路大和川線と接続する出入口。都島方面のみのハーフランプ。猪飼野新橋にほど近い地点。
- 桑津町付近、都市計画道路尼崎平野線と接続する出入口。阿倍野方面のみのハーフランプ。地図では勝山通と交差する地点に描かれている。
- 杭全町付近、都市計画道路大阪楽音寺線と接続する出入口。第二環状線と同時に計画された路線「八尾線」とのジャンクションを併設。現在の東部市場前駅とほぼ同じ地点に位置する。第二環状線はここで西側にカーブする。
- 美章園町付近。一般道出入口は無く、第二環状線と同時に計画された路線「泉北線」とのジャンクション。美章園駅のすぐ南側に位置する。なお、これより先は1982年の答申とは異なる区間となる。
- 阿倍野筋付近、都市計画道路津守阿倍野線と接続する出入口。大谷中学校・高校の近くに位置する。
- 松通付近、都市計画道路加島天下茶屋線と接続する出入口。この西で南海高野線のすぐ外側を通るように北西へカーブする。
- 津守町東付近、都市計画道路尼崎堺線と接続する出入口。津守駅のすぐ西側に位置する。
- 千島町付近、ロングランプで木津川を渡り現在の千島公園南側を通って都市計画道路本田大運橋線と接続する出入口。これより北は木津川の東岸を沿うルートとなる。
- 木津川町付近。一般道出入口は無く、第二環状線と同時に計画された路線「長堀線」とのジャンクション。このジャンクションは第二環状線阿倍野方面と長堀線が直線的に結ばれており、第二環状線海老江方面は西側に分岐する形となっている。
- 北境川町付近、都市計画道路築港深江線と接続する出入口。第二環状線と同時に計画された路線「大阪港線」（現16号大阪港線）の大阪港方面とのジャンクションを併設。この付近は旧境川運河に沿ったルートを通る。
- 西野下之町付近、都市計画道路福島桜島線と接続する出入口。阿倍野方面のみのハーフランプ。